# Castlevania II: Belmont’s Revenge
Castlevania II: Belmont’s Revenge известная в Японии как Dracula Densetsu II (яп. ドラキュラ伝説II доракюра дэнсэцу цу:, букв. Легенда о Дракуле II) — платформер, выпущенный для Game Boy в 1991 году. Это вторая игра в серии Castlevania для Game Boy и она является продолжением предыдущей игры, Castlevania: The Adventure. Belmont’s Revenge в цвете включена в четвёртый том сборников Konami GB Collection. Действия игры происходят спустя 15 лет после Castlevania: The Adventure, когда Дракула возвращается и похищает Солейю, сына Кристофера Белмонта, в день его совершеннолетия и превращает его в демона. Обладая мистическими способностями Солейю, Дракула восстанавливает человеческий облик и свой замок, заставляя Кристофера снова противостоять ему, чтобы спасти его сына и Трансильванию.

## Игровой процесс
В отличие от предыдущей части для Game Boy, в игре доступно вспомогательное оружие в виде святой воды и топоров (или креста в японской версии). Существует четыре начальных уровня, каждый из которых проходит в отдельном замке с уникальной темой, такой как воздух, растение, земля и кристалл, которые можно пройти в любом порядке, аналогично Mega Man. Есть также очень большие комнаты с ловушками на уровнях. В игре также используется система паролей.

## Разработка
Североамериканская версия игры меняет одно из под-оружий, заменяя крест топором. Крест имел большую горизонтальную траекторию, похожую на кнут огненного шара, в то время как топор может двигаться вверх по дуге, проходя сквозь стены и барьеры. Konami GB Collection, выпущенная только в Японии и Европе, восстанавливает оригинальный крест.
Дизайн упаковки для североамериканской и европейской версий был создан Томом Дюбуа, который также разработал упаковку для многих других продуктов Konami за пределами Японии.

## Отзывы
| Сводный рейтинг | Сводный рейтинг |
| Агрегатор       | Оценка          |
| --------------- | --------------- |
| GameRankings    | 84 %            |

IGN полагал, что игра лучше использует аппаратное обеспечение Game Boy чем первая портативная Castlevania, а также приветствовал включение в неё традиционных предметов Castlevania, оружия и более чёткую графическую эстетику. Однако она все ещё пострадала из-за недостатка скорости персонажа и короткой продолжительности игры. GameSpy назвал её одной из лучших экшенов на оригинальном Game Boy. Тим Тури из Game Informer назвал её лучшей Castlevania на оригинальном Game Boy; он указал на улучшенную графику и использование вспомогательного оружия.